# Mycosphaerella caryigena
Mycosphaerella caryigena är en svampart som beskrevs av Demaree & Cole 1932. Mycosphaerella caryigena ingår i släktet Mycosphaerella och familjen Mycosphaerellaceae.   Inga underarter finns listade i Catalogue of Life.